# Phasmena telifera
Phasmena telifera är en insektsart som beskrevs av Melichar 1902. Phasmena telifera ingår i släktet Phasmena och familjen sköldstritar. Inga underarter finns listade i Catalogue of Life.